# Linia kolejowa Wurzen – Eilenburg
Linia kolejowa Wurzen – Eilenburg – regionalna linia kolejowa w Niemczech, w kraju związkowym Saksonia. Łączy Wurzen i Eilenburg. Obecnie jest częściowo wykorzystywana wyłącznie przez pociągi towarowe.